# Ferrovia Cumana
La Cumana (ufficialmente Linea 4) è una linea del servizio ferroviario metropolitano di Napoli che collega il centro della città al contiguo comune di Pozzuoli e alla costa flegrea, fino a giungere in località Torregaveta nel comune di Bacoli. Si estende per circa 20 km e conta 14 stazioni attualmente in servizio. 
La linea, di proprietà della Regione Campania, è affidata all'Ente Autonomo Volturno (EAV) che ci opera in qualità sia di gestore dell'infrastruttura sia di impresa ferroviaria e fornisce un servizio ferroviario di tipo metropolitano.

## Storia
| Tratta                            | Inaugurazione    |
| --------------------------------- | ---------------- |
| Montesanto (Napoli)-Terme Patamia | 1 luglio 1889    |
| Terme Patamia-Pozzuoli            | 15 dicembre 1889 |
| Pozzuoli-Cuma Fusaro              | 16 febbraio 1890 |
| Cuma Fusaro-Torregaveta           | 12 luglio 1890   |

### La costruzione e i primi anni di servizio
Il 20 agosto del 1883 si costituisce a Roma la "Società per le Ferrovie Napoletane" (SFN). Questa società chiese e ottenne la concessione per costruire e gestire una nuova linea ferroviaria, che dal centro storico di Napoli arrivasse alla periferia flegrea passando per Pozzuoli e Cuma.
I lavori sarebbero dovuti durare tre anni ma il primo tratto entrò in funzione soltanto il 1º luglio del 1889, da Montesanto a Terme Patamia.
Nel 1926, con il crescere della domanda di trasporto, fu proposta una diramazione dalla stazione di Torregaveta della Cumana che raggiungesse il centro di Bacoli, attraversando le località Contrada Cappella, Monte di Procida, Miliscola e Miseno. Tale progetto fu modificato nel 1933, con un nuovo tracciato che si sarebbe distaccato dalla linea principale dopo Baia e avrebbe raggiunto direttamente Bacoli, salvo poi non avere seguito alcuna a causa dello scoppio della seconda guerra mondiale. In seguito nel 1946 fu direttamente incorporato alla progettazione della futura Circumflegrea, ma anche in questo caso l'idea non venne perseguita e la Circumflegrea venne completata fino a Torregaveta.
Nata con esercizio a vapore, la Cumana fu elettrificata nel 1927 e profondamente modificata nel tracciato urbano nella zona di Fuorigrotta a seguito dei lavori per la costruzione della Mostra d'Oltremare (1936-1940). Nell'occasione si ebbe l'interramento del tratto di Fuorigrotta fino alla stazione Mostra, precedentemente chiamata Taverna delle Rose o Agnano Vecchio.

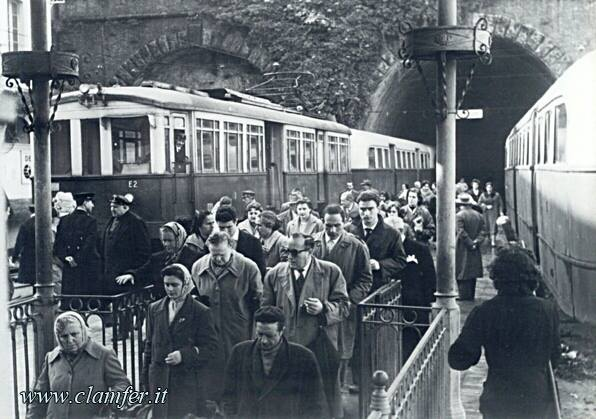
Stazione di Montesanto, anni ’50: gran folla in uscita dal treno della Cumana composto dall’elettromotrice E.2 e da due carrozze FIAT a carrelli. Sulla destra un’altra carrozza FIAT (Archivio Fotografico Ruggieri)

Nel 1938 subentrò alla precedente società la "Società per l'Esercizio di Pubblici Servizi Anonima", la SEPSA.

### Incidente del 1972
Il 22 luglio 1972 due treni della Cumana si scontrarono frontalmente all'ingresso della galleria dei Cappuccini, tra le stazioni di Cappuccini e Pozzuoli, a causa di un errore nella gestione del traffico su binario unico. I convogli, entrambi elettromotrici Aerfer ET 100, provenivano da Montesanto e Torregaveta. L'incidente causò sette morti e numerosi feriti.
In ricordo delle vittime, l'artista Alessandro Cervarich realizzò una pirografia commemorativa. Il tratto di linea dove avvenne l'incidente non esiste più, sostituito da infrastrutture moderne. L'episodio rimane una delle più gravi tragedie ferroviarie nella storia di Napoli.

### L'inizio dei lavori di raddoppio
Per la crescente domanda di trasporto si è reso indispensabile il raddoppio del tracciato della linea; i lavori incominciarono nel 1975 e sono parzialmente realizzati: in particolare risultano completate le tratte Montesanto-Dazio (km 8,450) e Arco Felice-Torregaveta (km 5,900), mentre è in corso di completamento il raddoppio della tratta Dazio-Arco Felice (km 5,650).
Nel 1990 è stato inaugurato, nel quartiere di Fuorigrotta, il fabbricato della Direzione dell'Esercizio Ferrovie, dotato di una rimessa per operazioni di piccola manutenzione dei rotabili ferroviari.
Tra il 1998 e il 2000 entrò in funzione una nuova galleria sotto il Monte Olibano che collega direttamente le stazioni Dazio e Gerolomini, dismettendo il vecchio percorso costiero che vedeva la fermata già da tempo disabilitata di Terme Patamia-Pepere, successivamente anche denominata come La Pietra, e il vecchio Posto di Movimento Accadia. Nella nuova galleria, nei pressi del vecchio Posto di Movimento Accadia è stato costruito un nuovo posto di movimento. Nonostante la nuova galleria sia a doppio binario fino al posto di movimento, è ancora percorsa su singolo binario, in attesa che si completi la riqualificazione della vecchia galleria tra il Posto di Movimento Accadia e la stazione di Gerolomini, in modo da completare il raddoppio tra Dazio e Gerolomini.

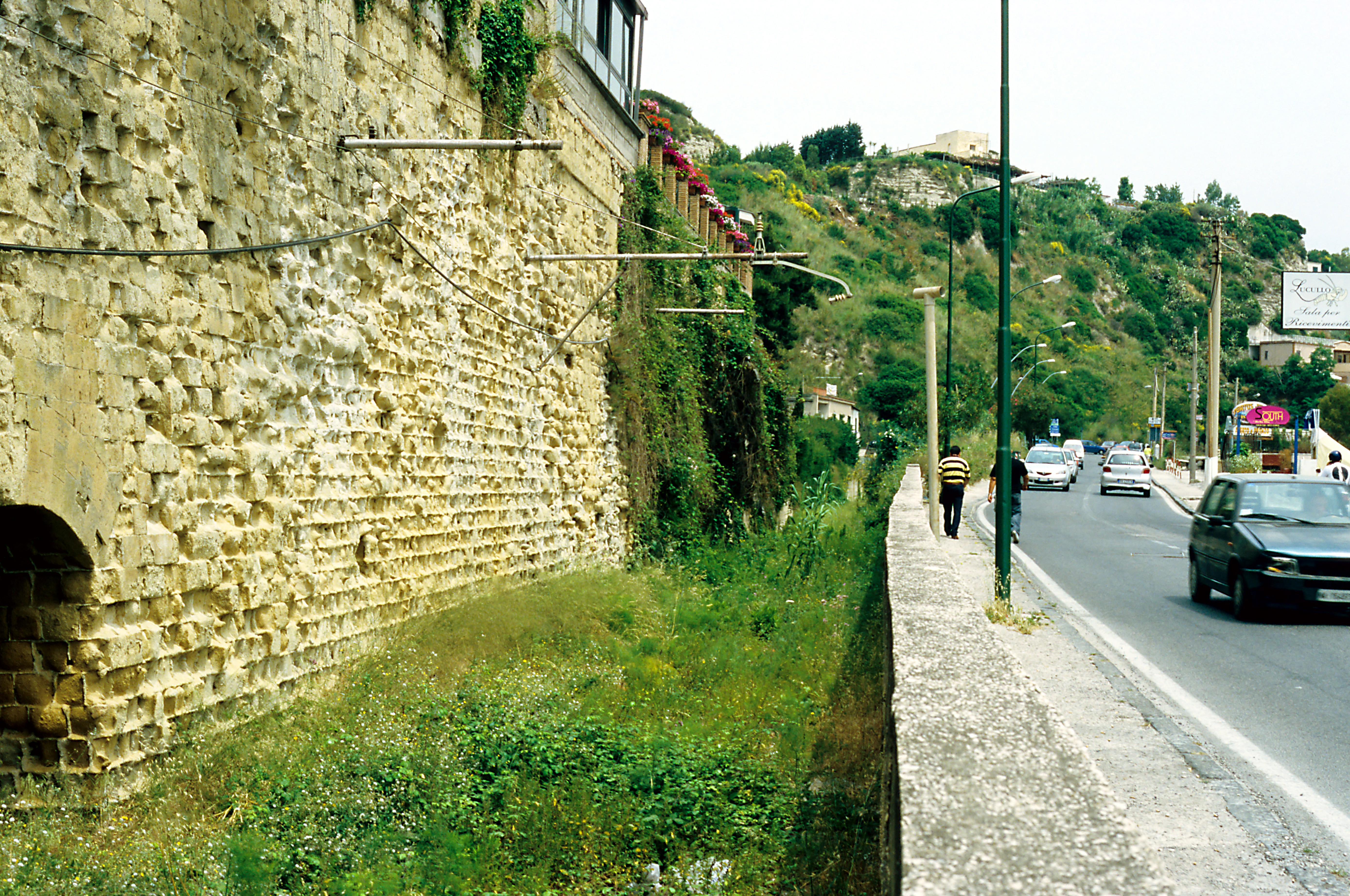
Vecchio tracciato della Cumana lungo via Montegrillo, subito dopo la vecchia stazione di Baia

Nel 1999 è entrata in esercizio la nuova galleria a doppio binario che collega le stazioni di Lucrino e Fusaro, rendendo necessaria la dismissione della stazione di Baia, a binario unico, sul vecchio tracciato. All'interno della nuova galleria è stata parzialmente costruita la nuova stazione di Baia, leggermente dislocata rispetto alla precedente.
Sempre nel 1999 è stato completato il tunnel che consentirebbe il raddoppio dei binari nella tratta da Gerolomini a Cantieri, saltando l'attuale stazione di Pozzuoli e la fermata di Cappuccini. I lavori, dopo oltre un decennio di sospensione, sono ripresi nel 2017. In concomitanza, nel 2001 era stata anche progettata la costruzione di una stazione sotterranea nel centro di Pozzuoli situata nei pressi dell'Anfiteatro Flavio; tale progetto non ha però avuto seguito.

### Il nuovo millennio
Nel corso del 2005 si è dato inizio ai lavori di rifacimento della stazione terminale di Montesanto, capolinea delle due linee ferroviarie esercite da SEPSA e della funicolare di Montesanto, nonché vicina alla fermata della linea 2 della metropolitana. I lavori sono stati terminati ufficialmente nel maggio 2008.
Il 27 dicembre 2012 la SEPSA insieme a MetroCampania NordEst e Circumvesuviana venne inglobata all'interno dell'Ente Autonomo Volturno, che assunse quindi la gestione delle linee Cumana e Circumflegrea.
Tra gli anni 2010 e 2015 le ferrovie Cumana e Circumflegrea hanno presentato pesanti disservizi anche a causa del taglio del trasferimento di fondi pubblici agli enti locali.
Nel 2016 sono stati stanziati i fondi per il completamento e la riqualificazione della nuova stazione di Baia e della trasformazione in parco urbano del vecchio tracciato abbandonato.  I lavori, dopo essersi fermati nel 2012, sono ripresi nel 2023.
Dal 2017 si è assistito a un graduale miglioramento della qualità del servizio con lo sblocco dei cantieri e l'arrivo di nuovi treni.
Il 2 luglio 2020 è stato abbattuto l'ultimo diaframma della nuova galleria del Monte Olibano, un tratto che ha permesso la rettifica del vecchio tunnel e che insieme ai lavori per il suo adeguamento permetteranno di completare la seconda canna tra Gerolomini e il Posto di Movimento Accadia.
Il 15 marzo 2021 è stata abbattuta Villa Maria in via Fasano liberando il terreno per la costruzione della nuova stazione di Pozzuoli nell'ambito del raddoppio tra Gerolomini e Arco Felice e della dismissione del vecchio tracciato passante per il centro di Pozzuoli. Nell'ambito dei medesimi lavori, il 3 ottobre 2022 viene dismessa la stazione di Cantieri.
Dal 6 al 20 aprile 2024 sono stati eseguiti i lavori di ultimazione che consentiranno l'attivazione del nuovo tracciato della linea tra Gerolomini e Arco Felice, in modo da completare il raddoppio della linea e permettere la dismissione del vecchio tracciato. In tale occasione i treni verranno limitati alla sola tratta urbana Montesanto-Fuorigrotta. In seguito alla scoperta di una cavità fognaria sottostante i binari della vecchia stazione di Pozzuoli, avvenuta il 24 dicembre 2024, e la conseguente chiusura all'esercizio dell'intera tratta Bagnoli-Torregaveta, si è reso necessario accelerare i tempi per l'immissione in servizio del nuovo tracciato puteolano, avvenuta il 20 febbraio 2025.
Nel corso del 2025 la linea ha sofferto diversi disagi causati dall'intensificarsi del fenomeno bradisismico, che hanno dapprima portato all'interdizione della stazione di Gerolomini dal 17 marzo al 7 aprile, e in seguito all'interruzione parziale della linea da luglio a settembre 2025 tra le stazioni di Dazio e Arco Felice a causa di un cedimento nella galleria del Monte Olibano presentatosi in seguito all'evento sismico del 18 luglio 2025.

### Progetti futuri
Nel 2025 è prevista sia l'apertura della nuova stazione di Pozzuoli che quella di Baia. Entro il 2026 il raddoppio sarà completato su tutta la linea, il quale potrà garantire un aumento della frequenza dei treni a 10 minuti entro il 2027.
Da diversi anni si discute inoltre di un possibile interramento del tracciato della Cumana tra le stazioni di Dazio, Bagnoli e Agnano, in modo da eliminare gli unici due passaggi a livello rimasti ancora in funzione sulla linea e permettere inoltre una profonda riqualificazione del quartiere di Bagnoli. A tal proposito, il Piano Comunale dei Trasporti del 1997 decretò la realizzazione di una nuova linea metropolitana, indicata come linea 8, come deviazione della Cumana verso la piana di Coroglio per poi intersecarsi con la linea 2 presso la stazione di Campi Flegrei, mentre il restante tracciato da Mostra a Montesanto sarebbe stato poi occupato dalla costruenda linea 7. Nel 2004 venne anche effettuato un piano di fattibilità economica, stimato intorno ai 250 milioni di euro, ma nonostante ciò il progetto non ebbe alcun sviluppo.

## Caratteristiche
La linea, a scartamento normale, è lunga 19,810 km, di cui 15 a doppio binario; è elettrificata a corrente continua alla tensione di 3.000 V; la pendenza massima è del 25 per mille, il raggio di curva minimo di 240 metri.

### Percorso
| Unknown route-map component "tKBHFa" |

| Unknown route-map component "tdCONTgq" | Unknown route-map component "tABZgr" | Unknown route-map component "d" |

| Unknown route-map component "tHSTe@g" |

| Enter and exit short tunnel |

| Unknown route-map component "dKDSTaq" | Unknown route-map component "ABZg+r" | Unknown route-map component "d" |

| Unknown route-map component "tSTRa" |

| Unknown route-map component "tBHF" |

| Unknown route-map component "tHST" |

| Unknown route-map component "tSTRe" |

| Stop on track |

|  | Unknown route-map component "dSTR" | Unknown route-map component "CONT1+f" |

|  | Unknown route-map component "dSHI3g+l" | Unknown route-map component "SHI3gr" |

| Unknown route-map component "CONTgq" | Unknown route-map component "dKRZu" | One way rightward |

| Stop on track |

| Station on track |

| Stop on track |

|  | Unknown route-map component "eABZgl" | Unknown route-map component "exSTR+r" |

|  | Unknown route-map component "tSTRa" | Unknown route-map component "exHST" |

|  | Unknown route-map component "tSTR" | Unknown route-map component "exTUNNEL2" |

|  | Unknown route-map component "tSTR" | Unknown route-map component "exTUNNEL2" |

|  | Unknown route-map component "tSTR" | Unknown route-map component "exBST" |

|  | Unknown route-map component "tBST" | Unknown route-map component "extSTRa" |

|  | Unknown route-map component "etABZg+l" | Unknown route-map component "extSTRr" |

| Unknown route-map component "tHSTe@g" |

|  | Unknown route-map component "eABZgl" | Unknown route-map component "exSTR+r" |

|  | Unknown route-map component "tSTRa" | Unknown route-map component "exHST" |

|  | Unknown route-map component "tSTR" | Unknown route-map component "exTUNNEL2" |

|  | Unknown route-map component "tSTRe" | Unknown route-map component "exBHF" |

|  | Unknown route-map component "eABZg+l" | Unknown route-map component "exSTRr" |

| Unknown route-map component "etBHFa@f" |

| Unknown route-map component "tSTRe" |

| Unknown route-map component "eHST" |

| Stop on track |

| Stop on track |

|  | Unknown route-map component "eABZgl" | Unknown route-map component "exSTR+r" |

|  | Unknown route-map component "tSTRa" | Unknown route-map component "extSTRa" |

|  | Unknown route-map component "etHST" | Unknown route-map component "extSTRe" |

|  | Unknown route-map component "tSTR" | Unknown route-map component "extSTRa" |

|  | Unknown route-map component "tSTR" | Unknown route-map component "extHSTea" |

|  | Unknown route-map component "tSTRe" | Unknown route-map component "extSTRe" |

|  | Unknown route-map component "eABZg+l" | Unknown route-map component "exSTRr" |

| Stop on track |

| Unknown route-map component "dCONTgq" | Unknown route-map component "ABZg+r" | Unknown route-map component "d" |

| End station |

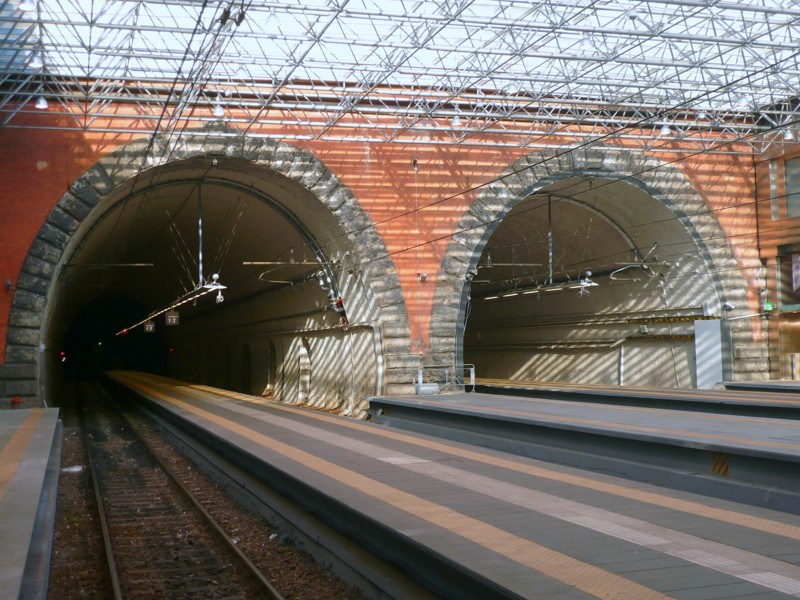
Tunnel della stazione di Montesanto. Sotto quello di sinistra passa la Cumana, sotto quello di destra la Circumflegrea

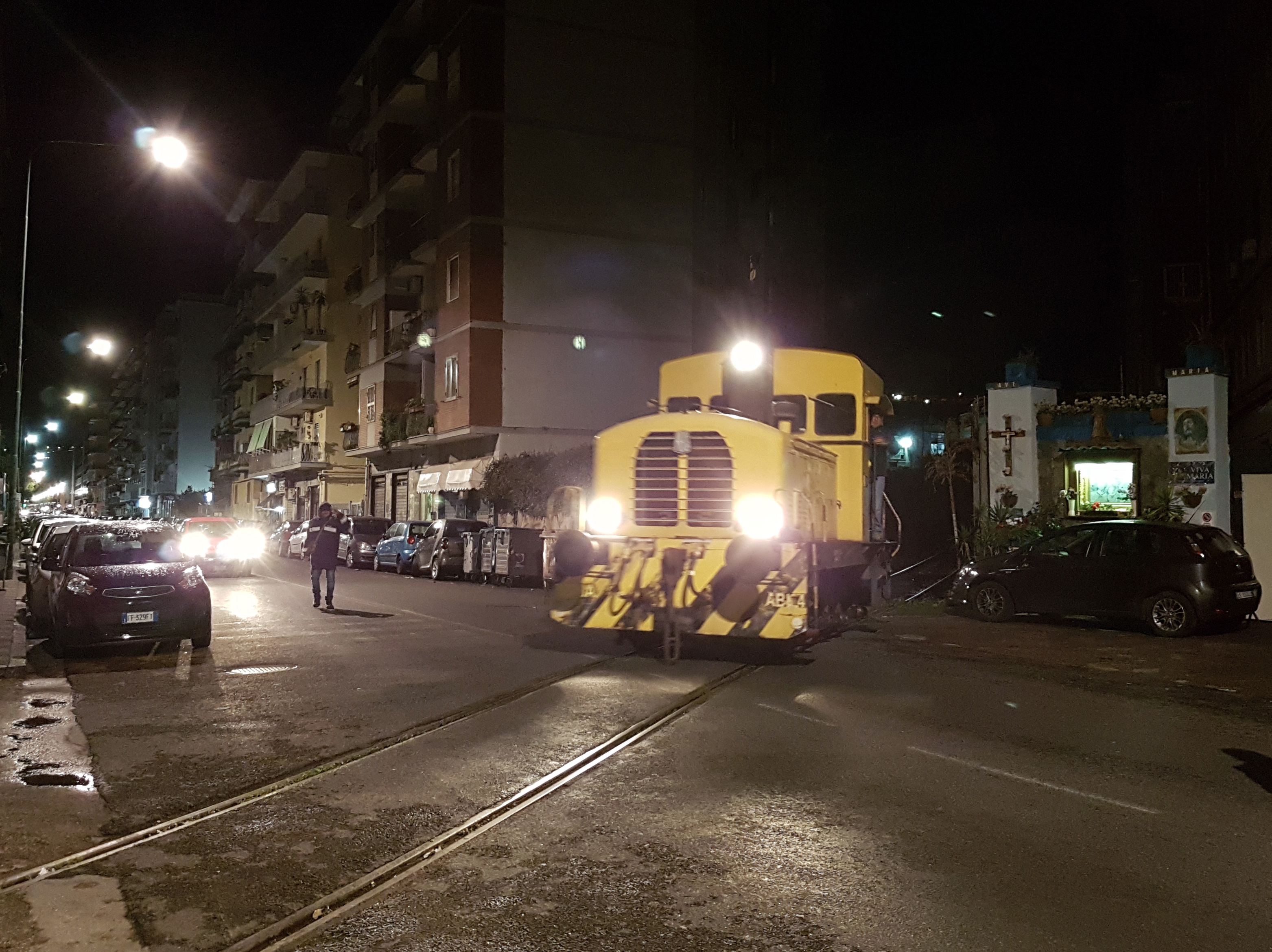
Il locomotore ABL4 della ferrovia Cumana in transito sul raccordo di servizio in via Diocleziano che collega la suddetta ferrovia con la rete RFI presso la stazione di Napoli Campi Flegrei

La ferrovia segue un tracciato costiero di circa 20 km e unisce il popoloso quartiere di Montecalvario, ovvero il centro urbano della città di Napoli, con la località di Torregaveta nel comune di Bacoli: la linea partendo appunto da Montesanto attraversa il tessuto urbano della città di Napoli con le stazioni di Corso Vittorio Emanuele, Fuorigrotta, Mostra, Agnano, Bagnoli e inoltre passa per i popolosi centri di Pozzuoli, Arco Felice, Lucrino, Fusaro fino al capolinea di Torregaveta.
A Napoli, tra le stazioni di Agnano e Zoo-Edenlandia è presente un binario che connette la ferrovia Cumana con i binari del passante ferroviario di Napoli attraversando via Diocleziano.

## Traffico
L'orario attualmente in vigore prevede corse cadenzate ogni 15 minuti sulla tratta Montesanto-Bagnoli e 30 minuti sull'intera linea, con esercizio che parte alle ore 4:50 e termina alle ore 22:51 (ma le prime e ultime partenze hanno limitazioni di percorso alla stazione di Fuorigrotta). Tale orario è stato instaurato a seguito dell'entrata in esercizio del nuovo tracciato di Pozzuoli ed è provvisorio, in attesa del completamento dei lavori di raddoppio della linea. 
Fino al 2011 la tratta Montesanto-Bagnoli era servita ogni 10 minuti, ma le corse furono poi dimezzate a seguito del progressivo peggioramento della situazione economica della SEPSA, poi EAV. Il servizio non è peraltro esente da ritardi, soppressioni di corse o interruzioni del servizio che causano talvolta polemiche sulla stampa locale.
A titolo di esempio l'orario di esercizio della Cumana del 4 luglio 1903 prevedeva corse con cadenza che andava dai 32 minuti a 1 h 18 min a seconda della fascia oraria, con frequenza ancora minore delle corse nel tratto Pozzuoli-Torregaveta per il quale erano previste solo 9 corse al giorno (più altrettante per il ritorno) di cui solo 6 effettuavano tutte le fermate. Alcuni treni all'epoca erano definiti "facoltativi" e avrebbero potuto "essere effettuati o soppressi dietro semplice avviso della Direzione dell'Esercizio per parte o per l'intero percorso". L'orario di esercizio partiva alle ore 4:46 e terminava alle ore 21:28 (22:37 nei giorni festivi).

## Materiale rotabile
La dotazione originaria della ferrovia Cumana era costituita da quattro locotender a tre assi di cui due accoppiati costruiti in Belgio dagli Atéliers de la Societé de Couillet, numerati da 1 a 4, cui si aggiunsero ben presto (1892) due locotender a tre assi accoppiati (11-12) realizzati dallo stesso costruttore. La dotazione fu accresciuta nel tempo da due locotender a tre assi accoppiati di costruzione Tubize (21-22) e da altrettante di costruzione Henschel (31-32). Queste ultime due locomotive furono cedute - all'atto dell'elettrificazione della linea - alla ferrovia Verbania-Omegna.
Dal 1927 ai primi anni 1960 furono in servizio sulla linea nove elettromotrici (E1÷E9) costruite dalle Officine Ferroviarie Meridionali e dotate di motorizzazione TIBB, cui si aggiunsero nel 1956, provenienti dalla cessata tranvia Torino-Rivoli, due "littorine" (classificate EL1-EL2) utilizzate esclusivamente per la relazione ridotta Montesanto-Bagnoli. Nel 1937 si aggiunse un locomotore (matricola L2) costruito nel 1901 per le linee varesine a terza rotaia, trasferito negli anni venti sulla "metropolitana" di Napoli. Ceduto dalle Ferrovie dello Stato e trasformato con presa di corrente a pantografo, prestò servizio sino al 1963.
In occasione dell'attivazione della Circumflegrea la SEPSA si dotò di tre complessi M-Rp provenienti dalla Pisa-Tirrenia-Livorno, profondamente modificati e ammodernati dalla SACFEM di Arezzo, che entrarono in servizio come Ep201+Rp21; Ep202+Rp022; Ep203+Rp023. Ulteriori due rimorchiate (Rp024-Rp025) furono tenute di riserva. Tutto questo materiale fu ceduto nel 1978 alla ferrovia Benevento-Cancello dopo ulteriori modifiche. Dalla Pisa-Tirrenia-Livorno furono acquistati anche un locomotore elettrico e un'automotrice Diesel.
Quanto al materiale rimorchiato, molteplici sono state le serie di carrozze e di carri in servizio sulla Cumana e svariati i loro costruttori. Fra di esse figuravano 18 carrozze a carrelli di costruzione FIAT risalenti al 1940, dismesse nel 1965 e cedute in parte alla Ferrovie del Gargano e in parte alla LFI di Arezzo.
Nel 2015 a causa di un incendio nel deposito di Fuorigrotta dopo 38 anni di servizio, vengono dismessi i convogli EN.300 sia su Cumana sia su Circumflegrea.
Nel giugno 2017 è entrato in servizio il primo TFA Alfa 3, immatricolato ET.500..
Nel 2023, dopo 62 anni di servizio, vengono dismessi i convogli ET.100 sia su Cumana sia su Circumflegrea.
Al 2025 il parco rotabili della ferrovia Cumana (nonché della Circumflegrea) risulta così composto:
- 13 ET 400 ex SEPSA. Consegnati da Firema tra il 1991 e il 1998 su progetto Firema E 82 e sottoposti a revamping negli anni 2013-2020. Alimentazione a 3 000 V c.c. Scartamento ordinario.
- 14 ET 500 EAV. Consegnati da Titagarh Firema Adler tra il 2017 e il 2024. Alimentazione a 3 000 V c.c. Scartamento ordinario.

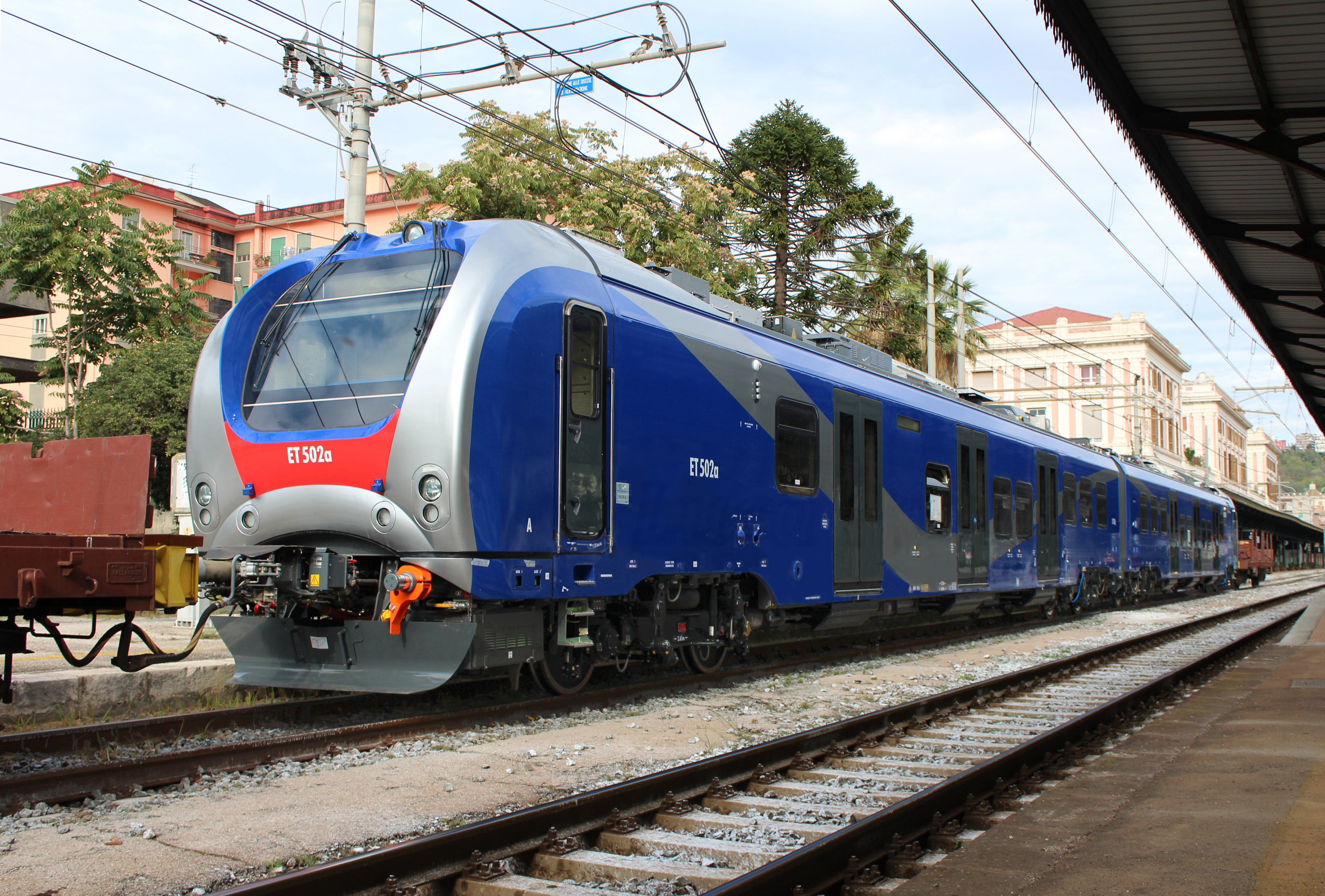
Elettrotreno EAV ET.500
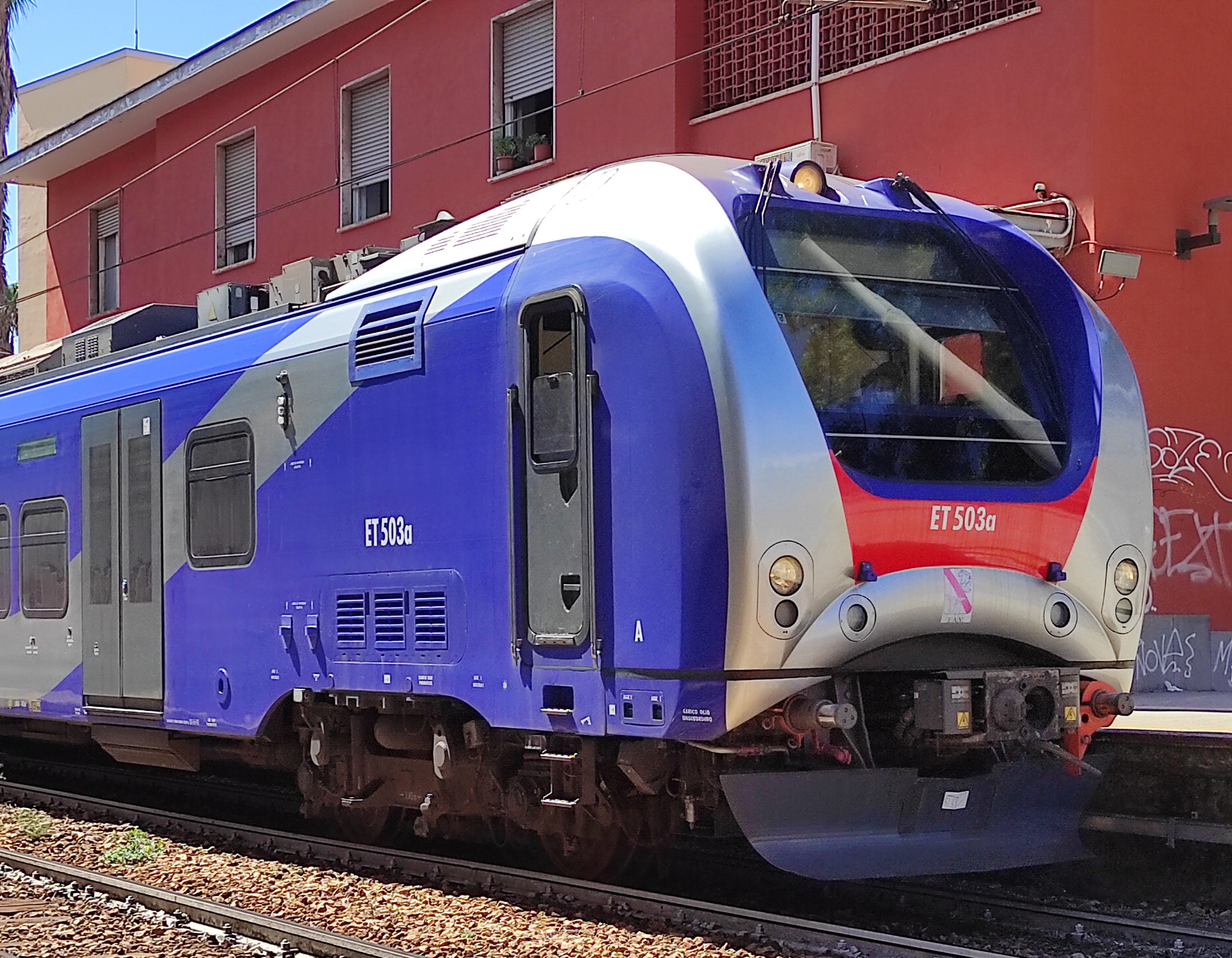
ET.503a presso la stazione di Pozzuoli
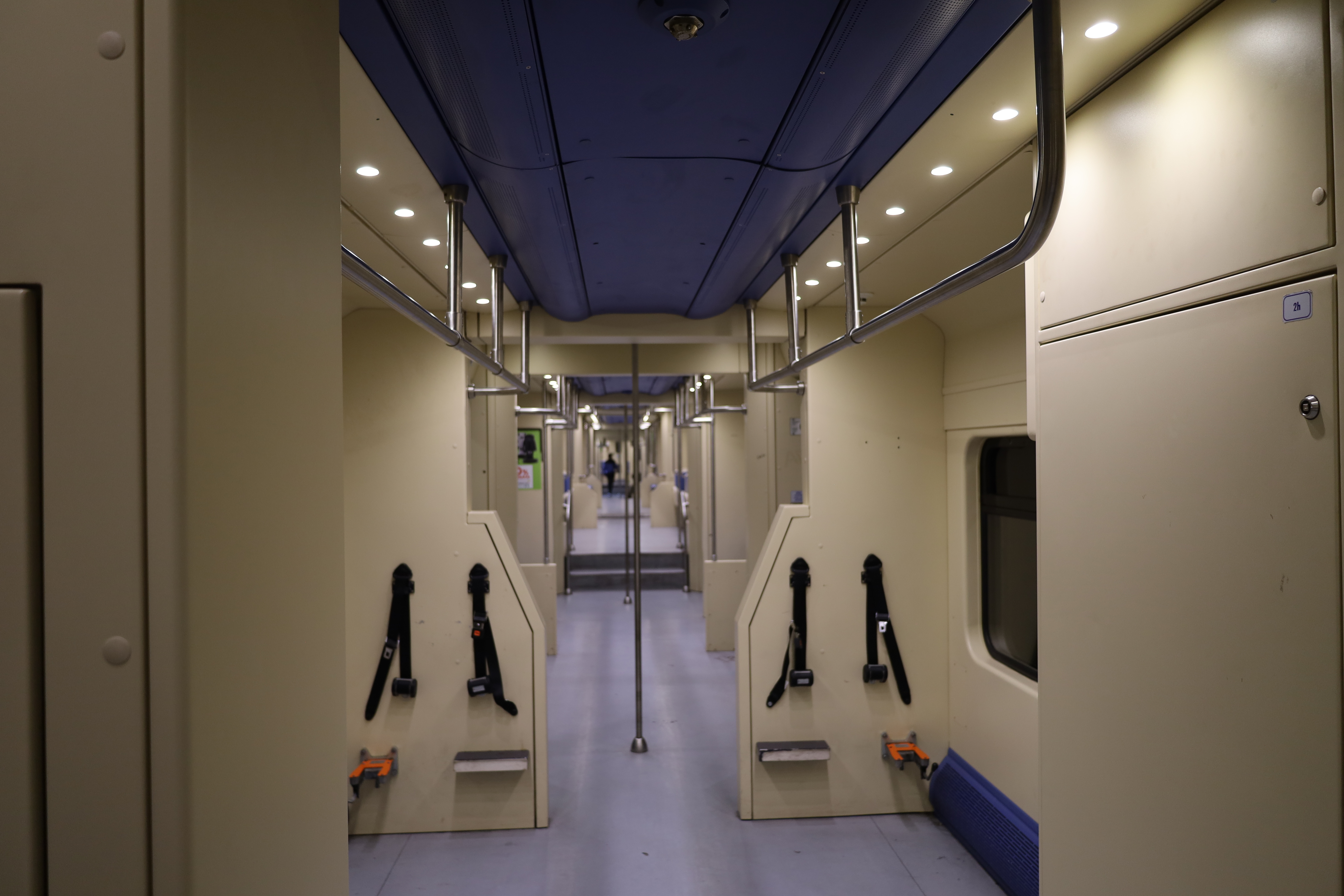
Interni di un ET.500
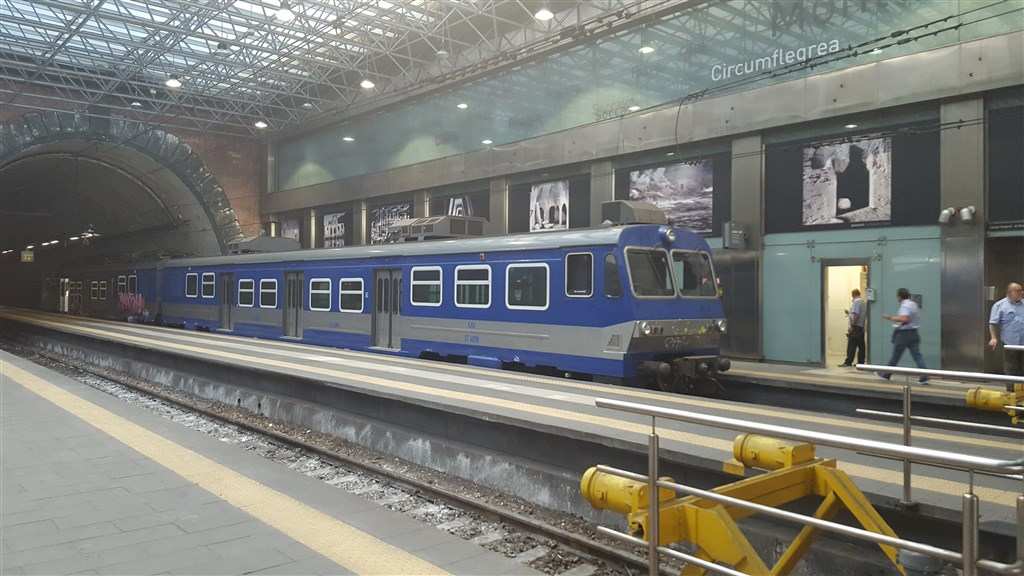
Elettrotreno EAV ET.400
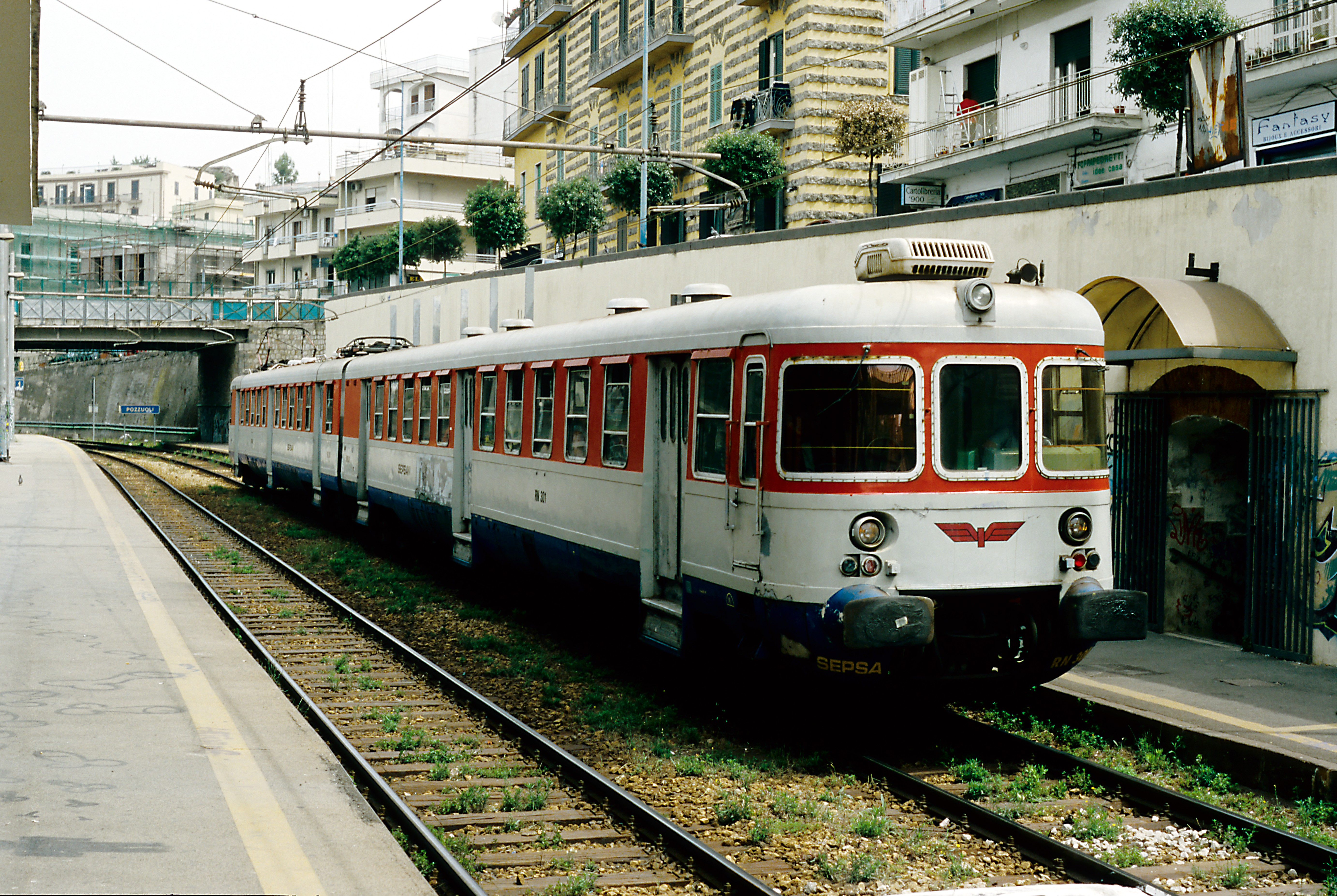
Anni 1980: RN 301-EN 301 presso la stazione di Pozzuoli
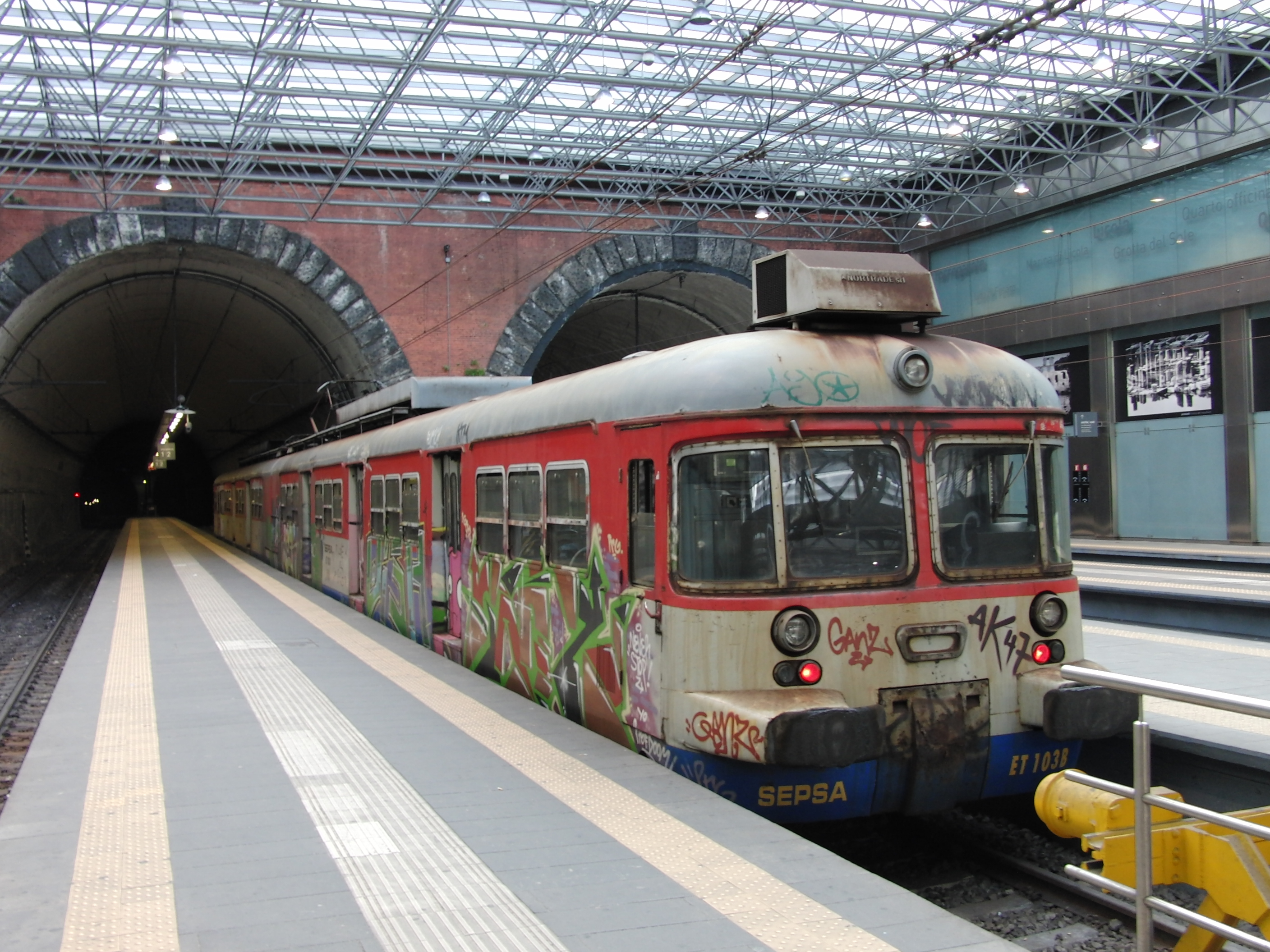
Elettrotreno ET 100.

## Galleria d'immagini

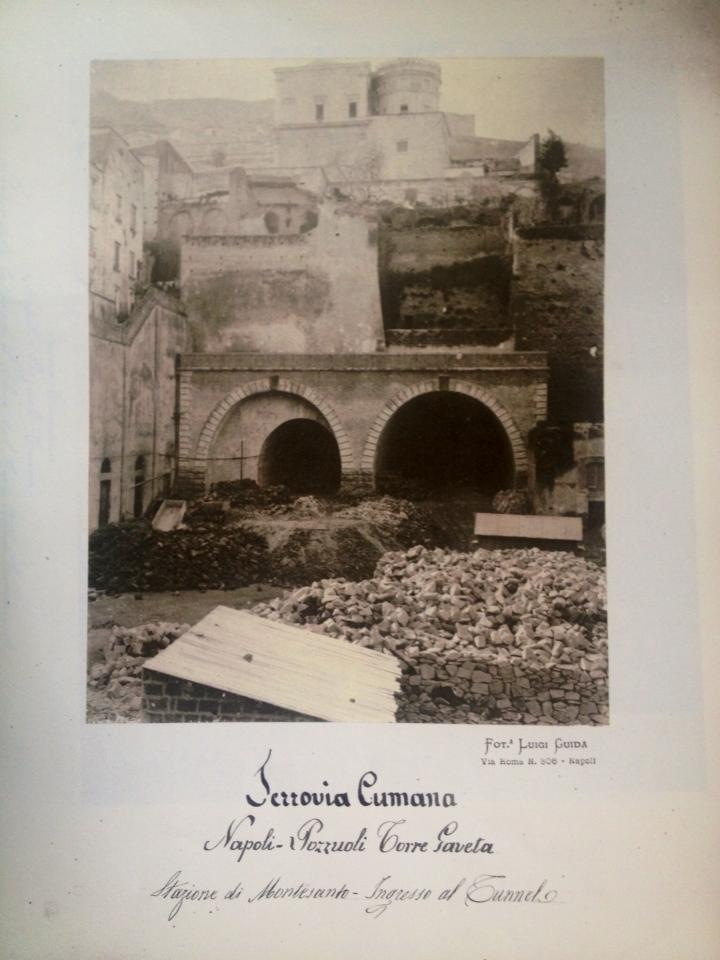
Stazione di Montesanto: ingresso dei tunnel prima della realizzazione della fermata
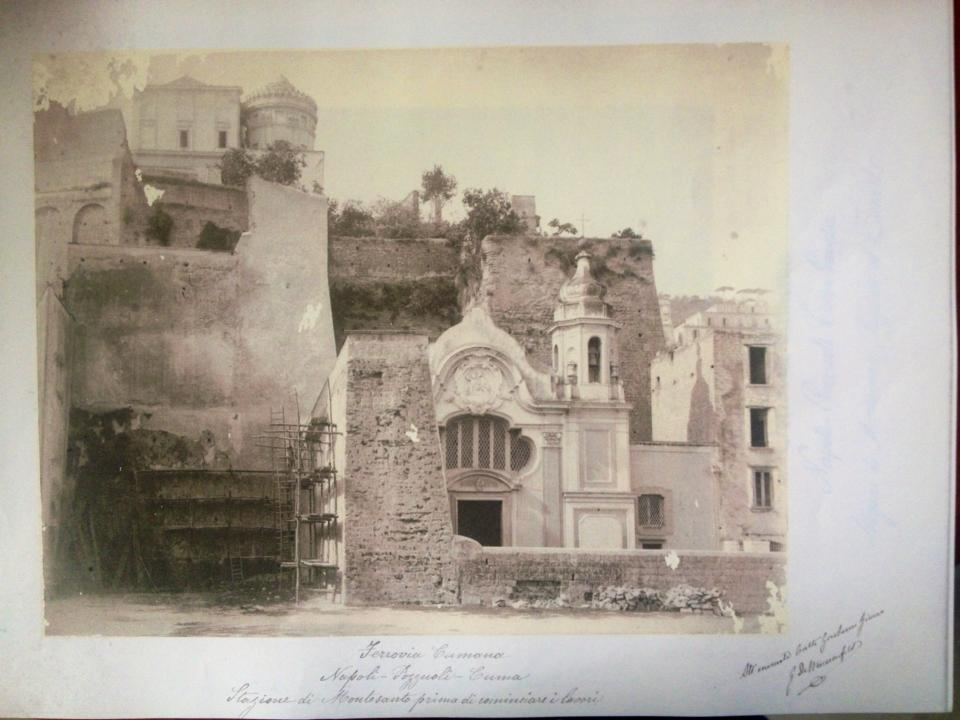
Stazione di Montesanto: ingresso dei tunnel prima dello scavo con chiesa preesistente
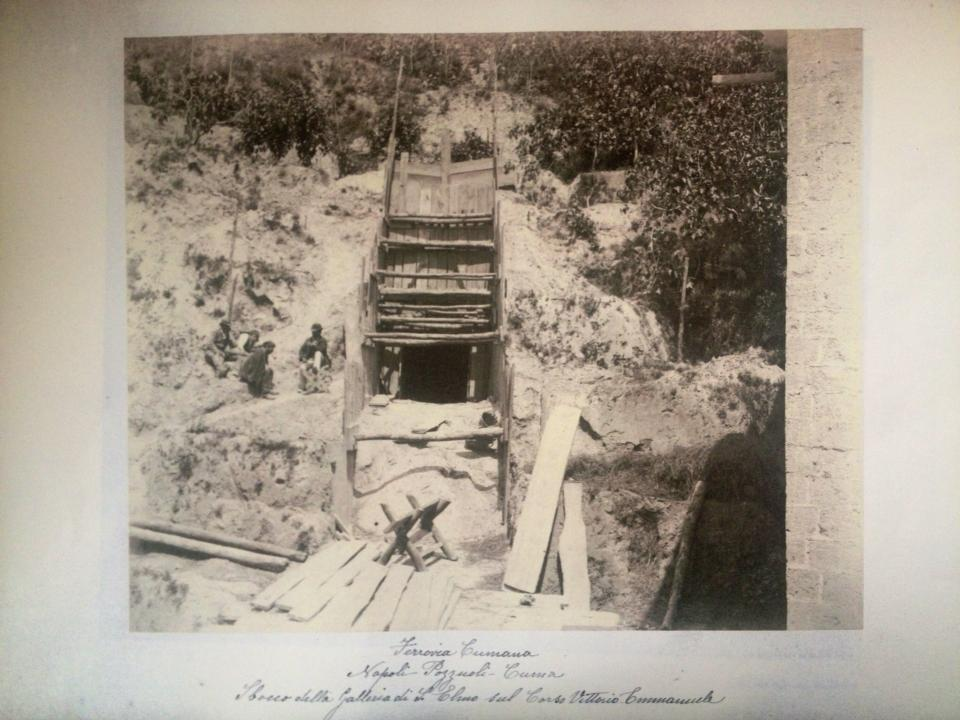
Stazione del Corso V. E.: scavo del tunnel di S. Elmo
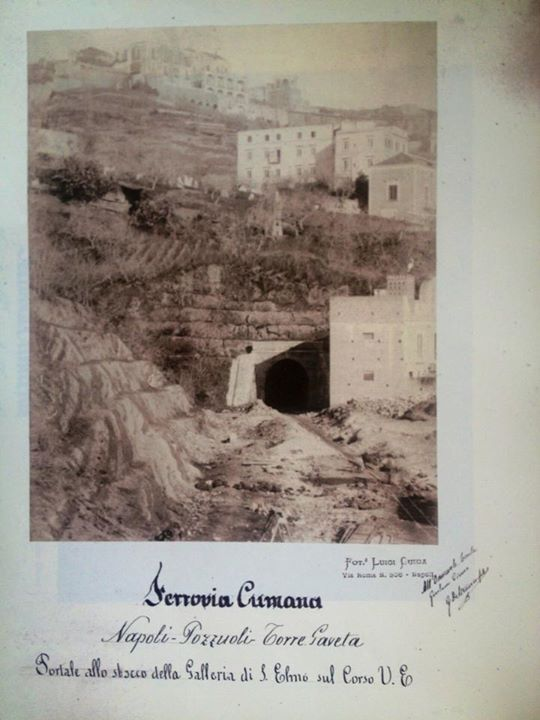
Stazione del Corso V. E.: ingresso del tunnel di S. Elmo
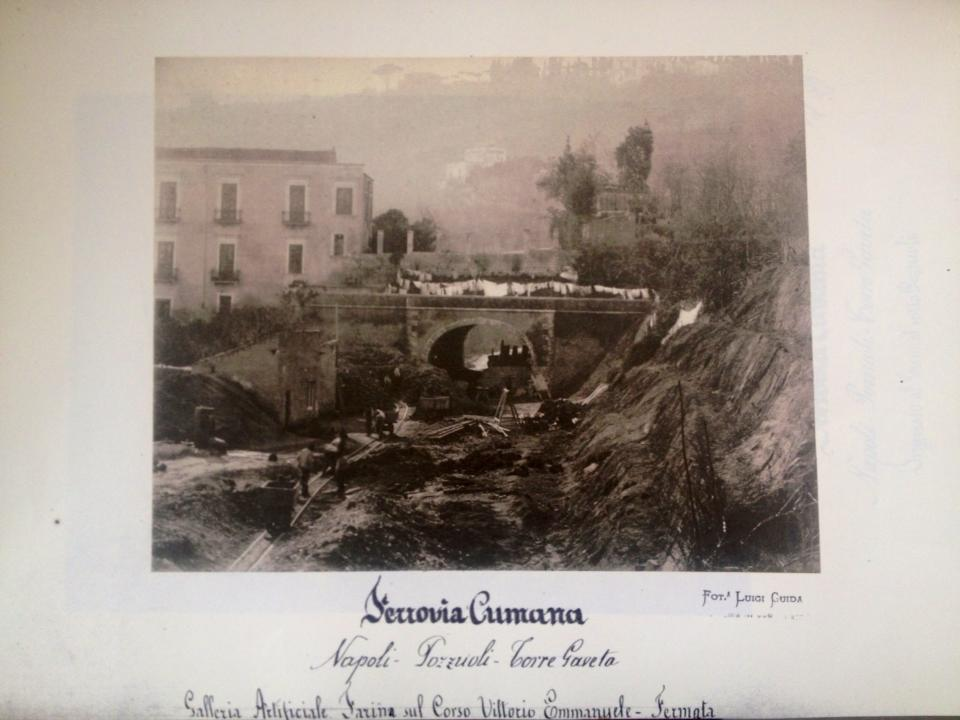
Stazione del Corso V. E.: galleria artificiale Farina